# Флорентиец

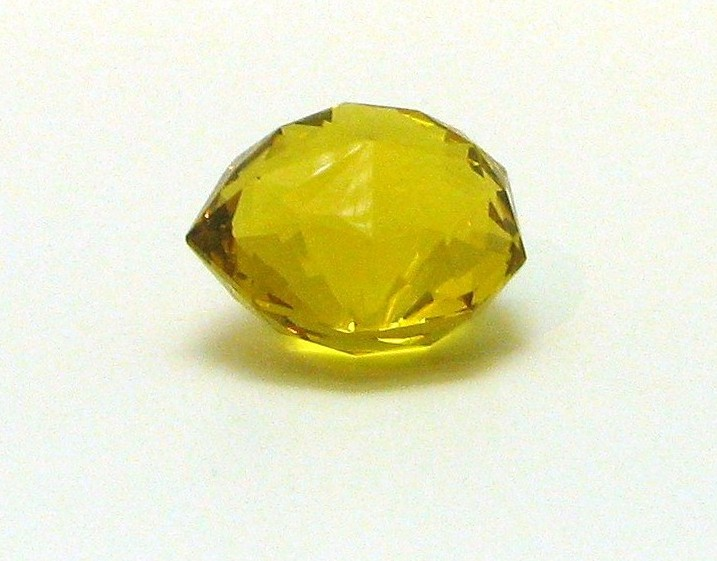
Копия

Флорентиец (также «Великий герцог Тосканы» или «Австрийский жёлтый бриллиант») — один из самых прославленных бриллиантов в европейской истории, ныне утраченный. Представлял собой светло-жёлтый алмаз с лёгким зеленоватым отливом, весом в 137,45 каратов.

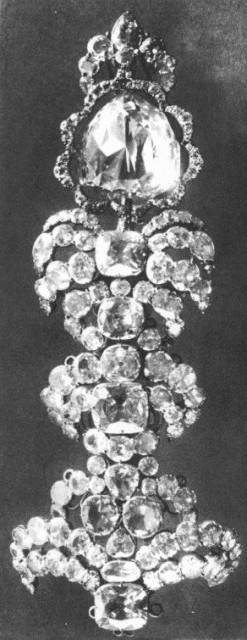
Флорентиец в виде украшения для шляпы. Эта фотография была сделана где-то между 1870 и 1900 гг.

Первое описание бриллианта принадлежит Тавернье, который в 1657 г. видел его во флорентийской сокровищнице герцогов из дома Медичи. После угасания рода Медичи по наследству перешёл к Габсбургам и поступил на хранение в их хофбургское собрание. В суматохе, последовавшей за свержением Габсбургов в 1918 году, камень был украден и, по слухам, переправлен в Новый Свет, где его раскололи на несколько бриллиантов.

## Легенды
О том, как «Флорентиец» поступил в распоряжение Медичи, существует несколько версий, все без исключения баснословные. Так, рассказывают, что камень был выторгован португальским наместником Гоа у виджаянагарского махараджи в обмен на территориальные уступки. Его наследники после долгих переговоров уступили камень тосканскому герцогу Фердинанду, который поручил венецианцу Помпео Студентоли заняться его огранкой.
Согласно другой версии, камень в 1475 году огранил знаменитый ювелир позднего средневековья, Людовик ван Беркен, для бургундского герцога Карла Смелого. Когда тот пал в битве при Нанси, один из швейцарцев снял камень с его тела и продал в Берне за флорин. Через посредство генуэзцев алмаз попал в распоряжение Лодовико Сфорца, при дворе которого работал Леонардо да Винчи. Среди последующих владельцев камня предание называет Фуггеров и папу Юлия II.
После Первой мировой войны и падения Австрийской империи камень был перевезен свергнутой императорской семьей в изгнание в Швейцарию. Где-то после 1918 года он был украден человеком, близким к семье, и увезен в Южную Америку с другими коронными драгоценностями. По слухам, после этого он был переправлен в США, переогранен в 1920-х годах и перепродан.